# ویلامار (تگزاس)
ویلامار (به انگلیسی: Willamar) یک منطقهٔ مسکونی در ایالات متحده آمریکا است که در شهرستان ویلسی، تگزاس واقع شده‌است. ویلامار ۶٫۳ کیلومتر مربع مساحت و ۱۵ نفر جمعیت دارد و ۶ متر بالاتر از سطح دریا واقع شده‌است.